# Приключения Магнуса Ридольфа

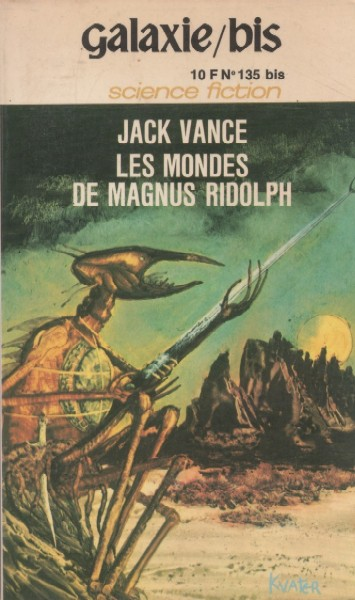
Обложка французского издания

«Приключения Магнуса Ридольфа» — серия сатирических детективно-фантастических рассказов о межзвёздном полицейском Магнусе Ридольфе, автором которой является американский фантаст Джэк Вэнс. Первоначально серия состояла из восьми рассказов, к которым впоследствии прибавилось ещё несколько. Часть рассказов серии была издана впоследствии в сборнике Многие миры Магнуса Ридольфа.

## Рассказы серии
- 1948 — Hard-Luck Diggings
- 1948 — Sanatoris Short-Cut
- 1948 — Гнусный Макинч / The Unspeakable McInch
- 1949 — The Sub-Standard Sardines
- 1949 — Вопящие крикуны / The Howling Bounders
- 1949 — The King of Thieves
- 1950 — The Spa of the Stars
- 1950 — Cosmic Hotfoot
- 1952 — Воины Кокода / The Kokod Warriors
- 1958 — Удар милосердия / Coup de Grace

## Публикации
Рассказ Воины Кокода был впервые опубликован в октябре 1952 года в журнале Потрясающие удивительные истории.